# زينوبلايد كرونيكلس
زينوبلايد كرونيكلس (بالإنجليزية: Xenoblade Chronicles)‏ هي لعبة أكشن تقمص الأدوار من تطوير مونوليث سوفت ونشر نينتندو على نظام وي. تم إصدار اللعبة في البداية في اليابان في 2010، وتم إصدارها لاحقاً في منطقة بال في 2011 وفي أمريكا الشمالية في 2012. وتم إصدار نسخة لأجل نيو نينتندو 3دي أس عالمياً في 2015.